# Paraphysothele novotnyi
Paraphysothele novotnyi (doposud nemá české jméno) je malý druh lišejníku objevený roku 1897 německým lichenologem českého původu Wenzlem Novotnym. Vyskytuje se na území Švýcarska, ale Thomas Douglas Victor Swinscow, objevitel mnoha variant druhu Heterodermia , ve své publikaci Pyrenocarpous Lichens zaměřující se zejména na druhy jižní Afriky uvádí, že tento druh jeho kolega Novotny pozoroval v Krkonoších (Giant Mountains). V současné literatuře ale o tomto druhu není jediná zmínka.